# Khasiaclunea oligocephala
Khasiaclunea oligocephala är en måreväxtart som först beskrevs av George Darby Haviland, och fick sitt nu gällande namn av Colin Ernest Ridsdale. Khasiaclunea oligocephala ingår i släktet Khasiaclunea och familjen måreväxter. Inga underarter finns listade i Catalogue of Life.